# Гланбрюккен
Гланбрюккен (нім. Glanbrücken) — громада в Німеччині, розташована в землі Рейнланд-Пфальц. Входить до складу району Кузель. Складова частина об'єднання громад Лаутереккен-Вольфштайн.
Площа — 4,59 км2. Населення становить 482 ос. (станом на 31 грудня 2020).

## Галерея

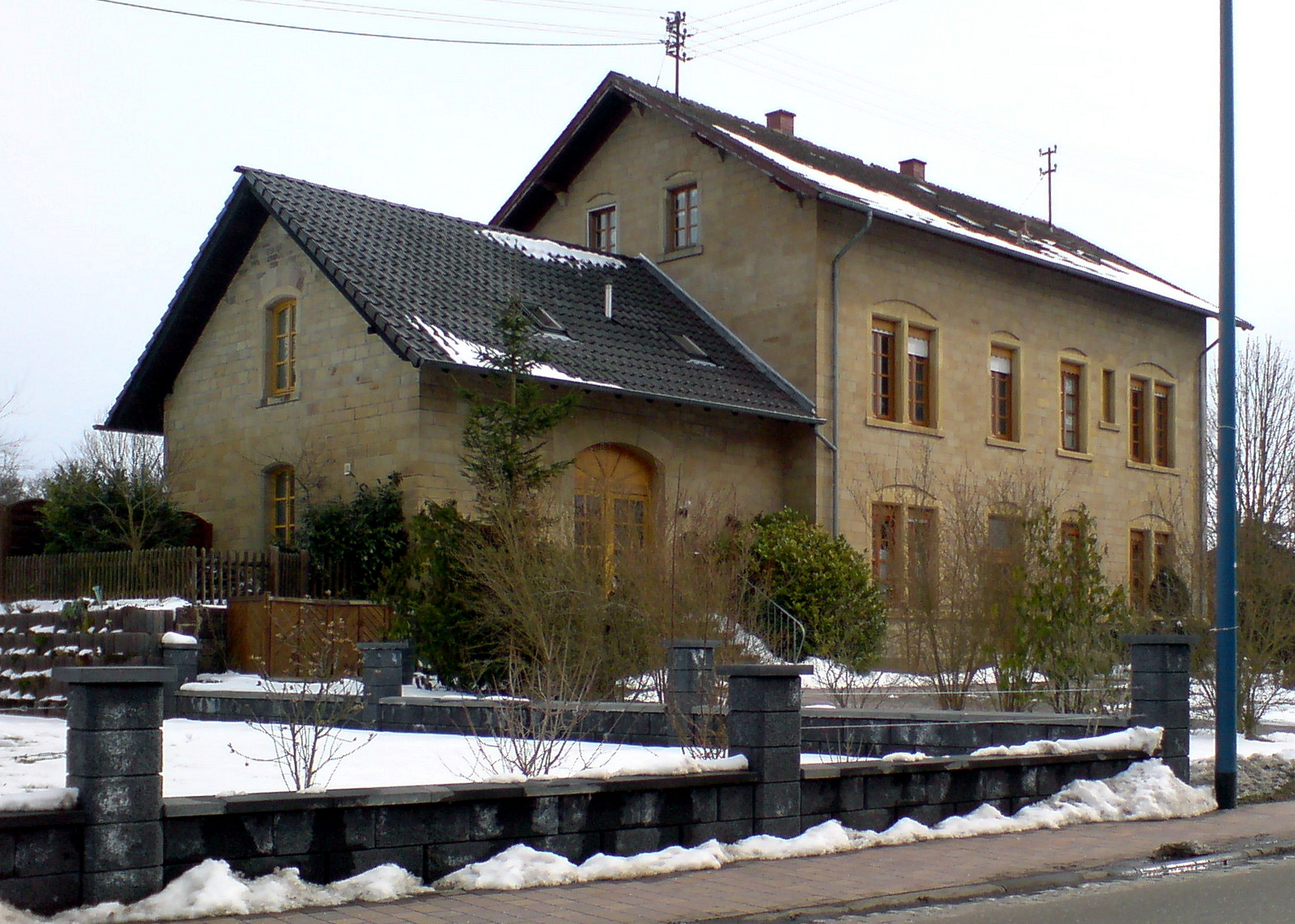